# 二本松城
二本松城（にほんまつじょう）是日本著名古城。所在地位於福島縣二本松市城郭内。日本100名城之一。別名是霞城（霞ヶ城）或白旗城。

## 外部連結
- 國指定文化財等データベース（页面存档备份，存于）